# パルウ古細菌
パルウ古細菌（パルウこさいきん、Parvarchaeota）とは、2013年に提唱された古細菌の門である。ミクル古細菌と共に、2006年に発見されたARMANの一部を構成する。命名の基になった"Ca. Parvarchaeum"は、ラテン語の「パルウス(Parvus)」（ラテン語で小さい）と「アルカエウム(-archaeum)」（新ラテン語で古細菌を表す接尾辞）を合成したものである。

## 解説
この系統は2006年にアメリカ合衆国のIron Mountain Mineの強酸性の排水中から発見された。一方で、pH8.1のアルカリ温泉からも発見されている。前者は電子顕微鏡画像から非常に小型の細胞サイズを持つと考えられ、またテルモプラズマ目に付着する様子が観察されている。
記載種はなく、単離もされていないが、2010年にはメタゲノム解析によりCa. Parvarchaeum acidiphilum、Ca. Parvarchaeum acidophilusの2つの未記載種について全ゲノムの解読が報告された。ゲノムサイズはおおよそ80万～100万bpであり、古細菌としてはCa. Nanoarchaeum equitans（ナノ古細菌）に次いで小型である。古細菌COGsとの一致は66%以下と異常に割合が小さいことも特徴である。
当初の16S rRNA系統解析では、ユーリ古細菌の内部に入る系統解析例が多かったが、上記のゲノム情報を利用した解析では、ナノ古細菌に近接する報告がある。また、ナノ古細菌などと共にDPANN（Diapherotrites, Parvarchaeota, Aenigmarchaeota, Nanohaloarchaeota, ナノ古細菌）と呼ばれる系統を構成するという。DPANNは細胞サイズやゲノムサイズが小さいという特徴がある。